# ほがらか法善寺
『ほがらか法善寺』（ほがらかほうぜんじ）は、1968年7月2日から同年9月24日まで日本テレビ系列局で放送されていた読売テレビ製作のコメディ番組である。全13回。放送時間は毎週火曜 19:00 - 19:30 （日本標準時）。
朝日放送の『てなもんや三度笠』や毎日放送の『あまから太閤記』での共演歴を持つ財津一郎と白木みのるが出演していた。

## 出演者
- 財津一郎
- 白木みのる
- 花菱アチャコ
- 芦屋雁之助
- 丹下キヨ子
- 芦屋雁平
- 東京ぼん太
- 藤川香代子
- ほか